# 야케이시역
야케이시역(일본어: 焼石駅)은 일본 기후현 게로시에 있는 도카이 여객철도 다카야마 본선의 역이다. 상대식 승강장 2면 2선의 구조를 지닌 지상역이다.

## 타는 곳
| 1     | ■ 다카야마 본선 | 하행 | 게로 · 다카야마 방면 |
| 2 · 3 | ■ 다카야마 본선 | 하행 | 미노오타 · 기후 방면 |

## 역 주변
- 시모하라 댐

## 인접 정차역
| 도카이 여객철도 다카야마 본선 | 도카이 여객철도 다카야마 본선 | 도카이 여객철도 다카야마 본선 |
| ----------------------------- | ----------------------------- | ----------------------------- |
| 히다카나야마 기후 방면        | ■ 다카야마 본선               | 게로 다카야마·이노타니 방면   |